# IC 4538
IC 4538 ist eine Balken-Spiralgalaxie vom Hubble-Typ SBc im Sternbild Waage auf der Ekliptik. Sie ist schätzungsweise 125 Millionen Lichtjahre von der Milchstraße entfernt und hat einen Durchmesser von etwa 95.000 Lj.

Im selben Himmelsareal befinden sich u. a. die Galaxien NGC 5898 und NGC 5903.
Das Objekt wurde am 26. Mai 1895 vom US-amerikanischen Astronomen Lewis Swift entdeckt.